# Larix gmelinii
Il larice della Dauria (Larix gmelinii) è una conifera della famiglia delle Pinacee (Pinaceae).

## Descrizione
Il larice della Dauria è un albero deciduo di portamento da conico a colonnare stretto, che può raggiungere un'altezza di circa 35 metri e un diametro all'altezza del petto (DBH) di 1,5 metri. La corteccia degli alberi giovani è liscia e bruno-rossastra, ma in seguito diviene più scura, grigia e squamosa. La corteccia dei giovani alberelli, spessa circa 1 mm, è giallo-brunastra e successivamente diventa grigio-brunastra. Le foglie aghiformi, di colore verde chiaro, ingialliscono in autunno. Sono disposte a spirale sui rami lunghi e in fascetti di 20-30 sui rametti corti. Ciascun ago misura da 1,5 a 30 mm di lunghezza e da 0,5 a 1 mm di larghezza.
Il larice della Dauria è una pianta monoica, cioè con organi riproduttivi maschili e femminili presenti sulla stessa pianta, ma in fiori separati. I coni maschili, posti su brevi rametti, sono gialli e lunghi da 5 a 7 mm. I coni femminili sono posti in posizione eretta su brevi rametti, ai quali sono uniti da un peduncolo ricurvo. Gli strobili hanno una lunghezza da 0,8 a 4 cm e un diametro da 0,8 a 3 cm. Inizialmente sono cremisi, ma diventano marroni una volta giunti a maturazione; quelli più vecchi rimangono sull'albero fino a quando i rami non cadono. Ogni strobilo ha da 14 a 45 scaglie dei semi di forma da pentagonale a ovoidale, che misurano 0,5-1,5 × 0,4-1,2 cm nella parte centrale. Le scaglie di copertura misurano da un terzo a metà della lunghezza delle scaglie dei semi. I semi sono grigi con macchie marrone chiaro, di dimensioni di 2-3 × 1-2 mm, con le alette di colore arancio-marrone brillante di 10 mm. L'impollinazione avviene da maggio a giugno e i semi maturano a settembre.

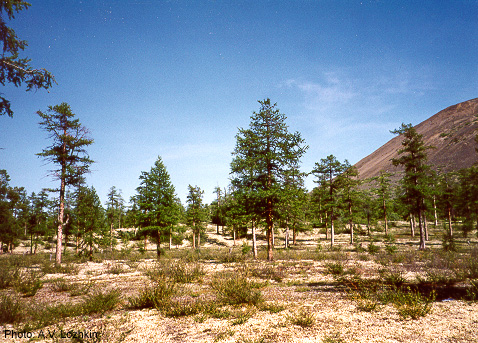
Larici della Dauria nella regione della Kolyma.

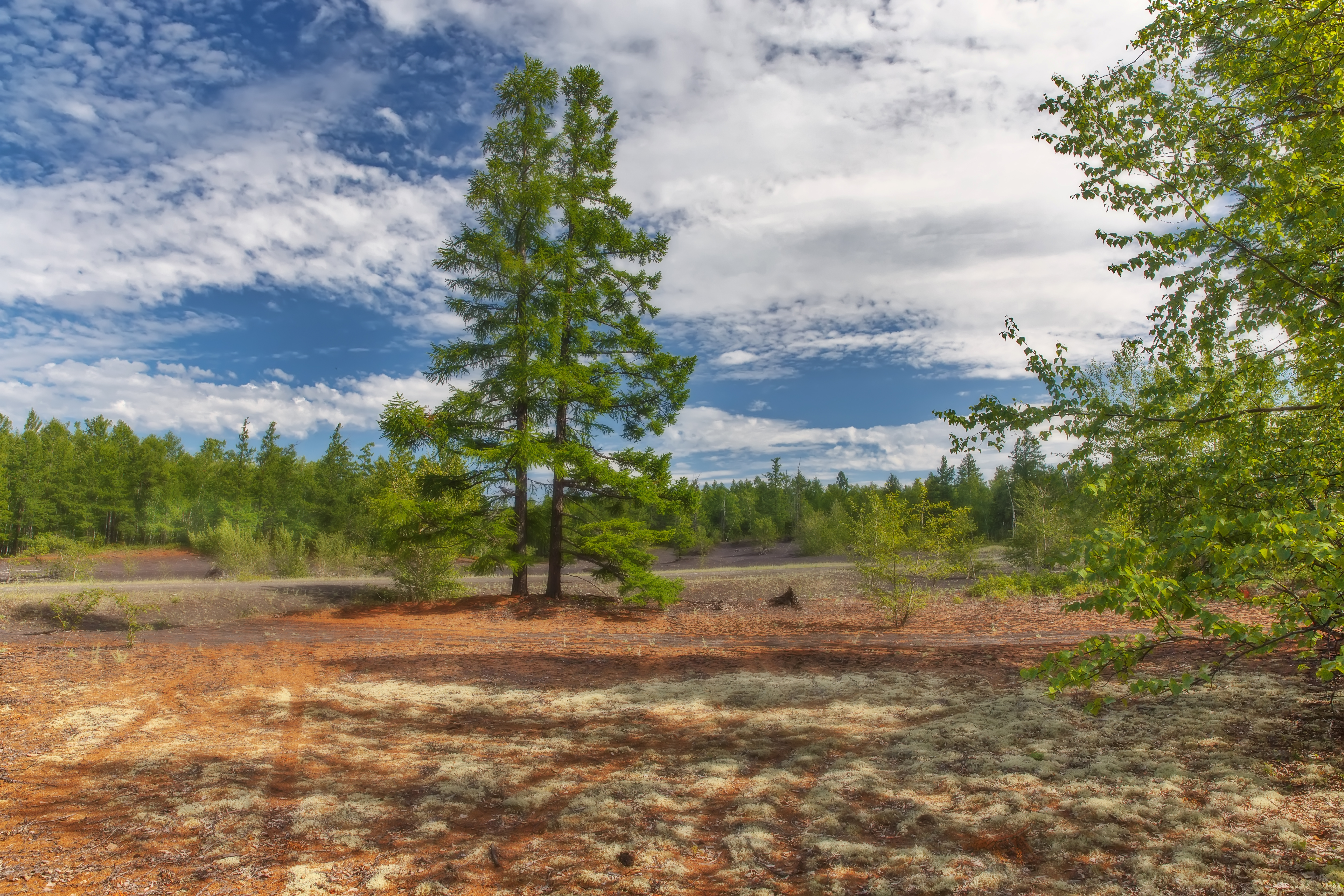
Larice della Dauria in Kamčatka.

Il numero cromosomico è 2n = 24.

## Distribuzione
Il larice della Dauria è originario dell'Asia orientale. Solo raramente viene anche usato come pianta da parco.
È la specie di albero che si spinge più a nord (72° 30' N, 102° 27' E). Tuttavia, in condizioni climatiche così estreme, cresce solo fino a diventare un arbusto accartocciato. Inoltre, insieme al pino nano siberiano (Pinus pumila), è uno degli alberi più resistenti, in grado di resistere a temperature di −70 °C senza subire danni.

## Tassonomia
La prima descrizione della specie, ad opera di Franz Josef Ruprecht, risale al 1854. Il suo nome scientifico commemora l'esploratore della Siberia, nonché autore di Flora Sibirica, Johann Georg Gmelin.
Il larice della Dauria (Larix gmelinii (Rupr.) Kuzen.) ha i seguenti sinonimi: Abies gmelinii Rupr., Abies kamtschatica Rupr., Larix dahurica Trautv., Larix kamtschatica (Rupr.) Carrière.
Ne esistono quattro varietà:
- il larice della Dauria vero e proprio (Larix gmelinii (Rupr.) Kuzen. var. gmelinii): diffuso dalla Siberia alla Kamčatka e alla Cina nord-orientale;[3]
- il larice delle Curili (Larix gmelinii var. japonica (Maxim. ex Regel) Pilger): diffuso a Sachalin e nelle Curili;[3]
- il larice del principe Rupprecht (Larix gmelinii var. principis-rupprechtii (Mayr) Pilger, syn. Larix principis-rupprechtii Mayr): prende il nome dal principe ereditario Rupprecht di Baviera (1869-1955), che contribuì alla sua scoperta.[4] È presente solo in Cina nel nord dello Shanxi, nell'Hebei e nell'Henan.[3]
- il larice della baia di Olga (Larix gmelinii var. olgensis (A. Henry) Ostenfeld & Syrach, syn.: Larix olgensis Henry): prende il nome dalla baia di Olga, nel mar del Giappone, a nord-est di Vladivostok. Si incontra dall'Estremo Oriente russo meridionale alla Corea del Nord.[3]